# Saint-Jean-la-Bussière
Saint-Jean-la-Bussière is een gemeente in het Franse departement Rhône (regio Auvergne-Rhône-Alpes). De plaats maakt deel uit van het arrondissement Villefranche-sur-Saône. Saint-Jean-la-Bussière telde op 1 januari 2022 1.175 inwoners.

## Geografie
De oppervlakte van Saint-Jean-la-Bussière bedroeg op 1 januari 2022 15,48 vierkante kilometer; de bevolkingsdichtheid was toen 75,9 inwoners per km².

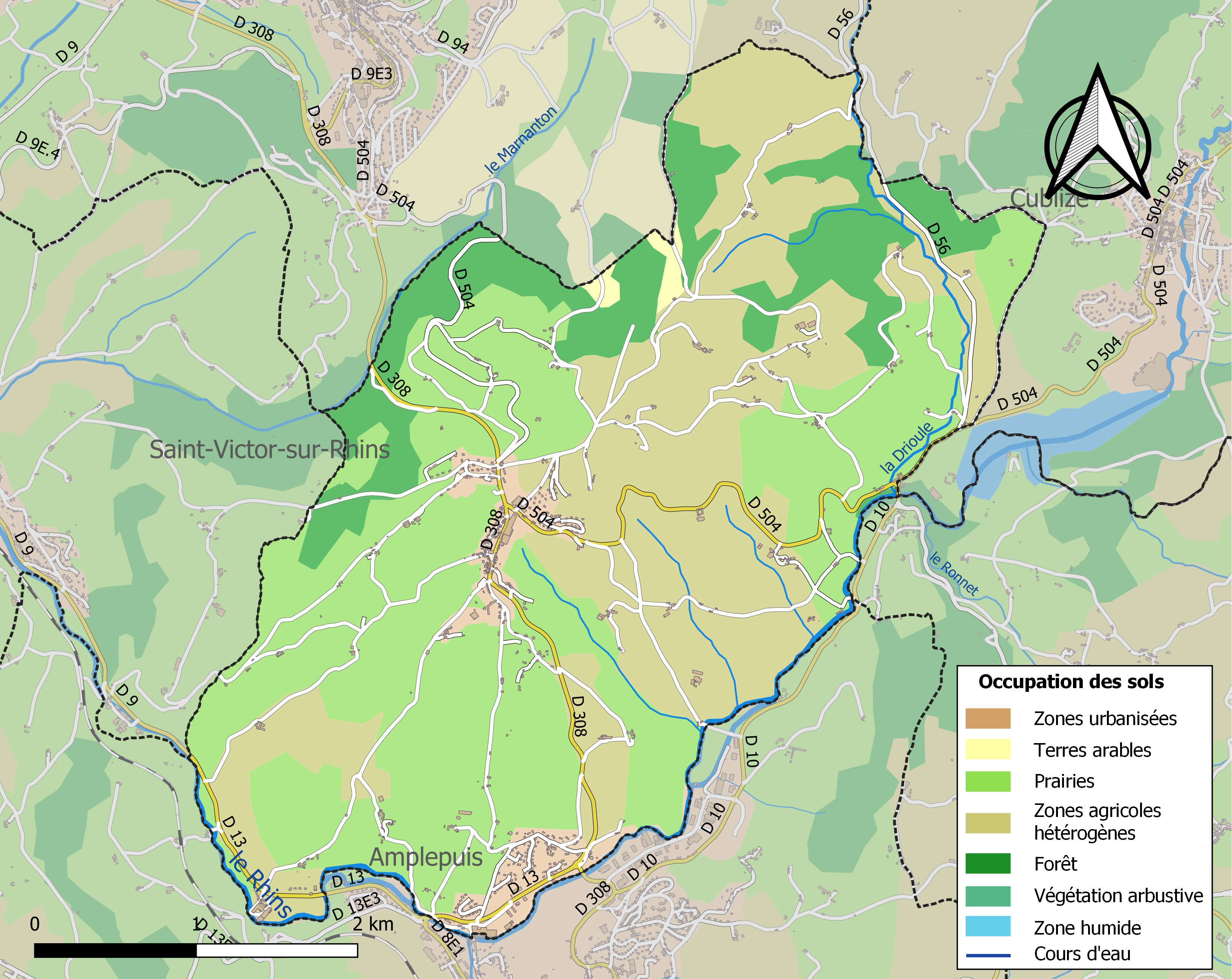
Kaart van de gemeente met de belangrijkste infrastructuur, bodemgebruik en omliggende gemeenten

## Demografie
Onderstaande figuur toont het verloop van het inwonertal (bron: INSEE-tellingen).